# Jean-Luc Godard
Jean-Luc Godard (Parijs, 3 december 1930 – Rolle, 13 september 2022) was een Frans-Zwitserse filmregisseur en scenarioschrijver. Hij was een van de belangrijkste leden van de nouvelle vague.

## Biografie
Jean-Luc Godard werd in 1930 in Parijs geboren. Zijn ouders waren vooraanstaande Zwitsers, en tijdens de Tweede Wereldoorlog keerde de familie naar Zwitserland terug. In 1949 begon hij aan een studie volkenkunde aan de Sorbonne. In deze periode leerde hij François Truffaut, Jacques Rivette en Éric Rohmer kennen. In 1950 begon hij samen met Rivette en Rohmer een filmkrant en werkte hij mee aan hun films. In januari 1952 begon hij te schrijven voor het filmblad Les cahiers du cinéma, dat het jaar daarvoor was opgericht door André Bazin.
In 1953 werkte hij mee aan de bouw van een dam in Zwitserland. Met het verdiende geld maakte hij zijn eerste film, Opération Béton, een korte documentairefilm over de bouw van de dam. In 1956 keerde hij terug naar Frankrijk en hervatte hij weer zijn werk bij Cahiers. In die tijd maakte hij enkele korte komedies en homages aan Mack Sennett en Jean Cocteau.
In 1959 bracht hij zijn eerste lange speelfilm uit, À bout de souffle. Deze film speelde een sleutelrol bij het ontstaan van de nouvelle vague. Het brak met veel toen heersende conventies, met zijn referenties en invloeden van de Amerikaanse (gangster)film, het lage budget en de ruwe montage. De hoofdrollen waren voor Jean-Paul Belmondo en Jean Seberg en was een groot succes bij het publiek en de critici.
Dat jaar trouwde hij ook met Anna Karina, die in veel van zijn films zou optreden. In 1964 vormden ze samen een productiemaatschappij, Anouchka Films. Ze scheidden in 1965.
Zijn eerste film met Anna Karina was Le petit soldat, een aanklacht tegen de oorlog in Algerije. In 1961 maakte hij Une femme est une femme, zijn eerste kleurenfilm. Hij bleek in die jaren zeer productief. Zijn eerste flop, Les Carabiniers uit 1963, was een hommage aan Jean Vigo. Dat jaar maakte hij ook een van zijn grootste successen, Le Mépris met Brigitte Bardot. In 1964 volgde Bande à part en in 1965 Pierrot le fou, zijn laatste grote kassasucces, en de sciencefictionfilm Alphaville. Andere films uit die jaren waren Masculin, féminin en Week-end.
Rond de studentenopstanden van 1968 raakte Godard geïnteresseerd in het maoïsme. In die tijd begon hij met een experimentele, politieke fase, die duurde tot 1980. In de zomer van 1968 richtte hij samen met onder anderen Jean-Pierre Gorin de Dziga Vertov Groep op, die "politieke films politiek" wou maken. Enkele films uit die tijd zijn Le Gai Savoir, Pravda en One Plus One, waar bij de laatste een unieke registratie van de studio-opbouw door de Rolling Stones van de klassieker Sympathy for the Devil deel uitmaakt. In 1972 maakte hij Tout va bien, met Jane Fonda en Yves Montand in de hoofdrollen, waarna Letter to Jane volgde, een film over een foto van Jane Fonda, waar Gorin en Godard over discussiëren. In 1972 ontmoette hij ook Anne-Marie Miéville, zijn latere vrouw, met wie hij vele films maakte. 
In 1980 eindigde deze fase. Zijn eerste film die weer meer mainstream en toegankelijk was, was Sauve qui peut (la vie) uit 1980. Zijn films van na die tijd zijn meer autobiografisch. Zo zat in Sauve qui peut (la vie) een personage genaamd Godard. In 1982 en '83 maakte hij drie verwante films Passion, Prénom Carmen en Je vous salue, Marie. De laatste film werd door de katholieke kerk als blasfemie afgedaan. 

Handtekening van Jean-Luc Godard.

Ook de film King Lear, die hij samen met Norman Mailer maakte, zorgde voor controversie. Het was een bizarre postmoderne versie van het Shakespeare-stuk, met theaterregisseur Peter Sellars als een nakomeling van Shakespeare, Burgess Meredith als de gangster Don Learo, Jean-Luc Godard als de professor en Woody Allen als een personage genaamd Mr. Alien. Niet geheel toevallig is Mr. Alien ook de bijnaam van Jean-Luc Godard.
Het succes aan de kassa bleef uit maar Godard bleef een opgemerkte gast op het filmfestival van Cannes. Hij kreeg er twee ere-Césars. Hij kreeg ook een ere-Oscar voor het geheel van zijn oeuvre.
Van 1989 tot 1998 maakte hij de serie Histoire(s) du Cinéma, over de twintigste eeuw en de geschiedenis van de film.
Godard overleed op 91-jarige leeftijd thuis in de Zwitserse gemeente Rolle. Hij koos voor zelfdoding met behulp van een arts omdat hij 'niet ziek, maar uitgeput was' en daarom niet meer verder wilde leven. Het was tevens zijn wens dat het bekend werd gemaakt dat zijn overlijden zijn eigen keuze was. Het medisch rapport spreekt tegen dat hij niet ziek was: Godard was juist wel ziek doordat hij meerdere ziektes kreeg en hij hierop besloot op zelfdoding over te gaan.

## Filmografie als regisseur
- 1954: Opération Béton
- 1957: Tous les garçons s'appellent Patrick (korte film)
- 1958: Charlotte et son Jules (korte film)
- 1960: À bout de souffle
- 1960: Le Petit Soldat
- 1961: Une femme est une femme
- 1961: Une histoire d'eau
- 1962: Vivre sa vie
- 1962: Les Sept Péchés capitaux (segment La Paresse)
- 1962: Les Carabiniers
- 1963: Le Mépris
- 1964: Les Plus Belles Escroqueries du monde
- 1964: Bande à part
- 1964: Une femme mariée
- 1965: Alphaville
- 1965: Pierrot le fou
- 1965: Masculin, féminin
- 1966: Made in USA
- 1966: Deux ou trois choses que je sais d'elle
- 1967: Le Plus Vieux Métier du monde (segment Anticipation, ou L'amour en l'an 2000)
- 1967: La Chinoise
- 1967: Week-end
- 1968: Amore e rabbia
- 1968: Sympathy for the Devil
- 1968: Le Gai Savoir
- 1969: Le Vent d'est
- 1972: Tout va bien
- 1972: Letter to Jane
- 1975: Numéro deux
- 1976: Ici et ailleurs
- 1980: Sauve qui peut (la vie)
- 1982: Passion
- 1983: Prénom Carmen
- 1984: Je vous salue, Marie
- 1985: Soft and Hard
- 1985: Détective
- 1987: Aria (segment Armide)
- 1987: King Lear
- 1987: Soigne ta droite
- 1988: Puissance de la parole
- 1990: Nouvelle vague
- 1991: Allemagne année 90 neuf zéro
- 1993: Hélas pour moi
- 1995: Godard par Godard
- 1996: For Ever Mozart
- 1998: Histoire(s) du cinéma
- 2001: Éloge de l'amour
- 2002: Dans le noir du temps
- 2004: Notre musique
- 2010: Film Socialisme
- 2014: Adieu au langage
- 2018: Le Livre d'image